# Nelia nemyrioides
Nelia nemyrioides är en fjärilsart som beskrevs av Blanchard 1852. Nelia nemyrioides ingår i släktet Nelia och familjen praktfjärilar. Inga underarter finns listade i Catalogue of Life.